# 閣議 (日本)

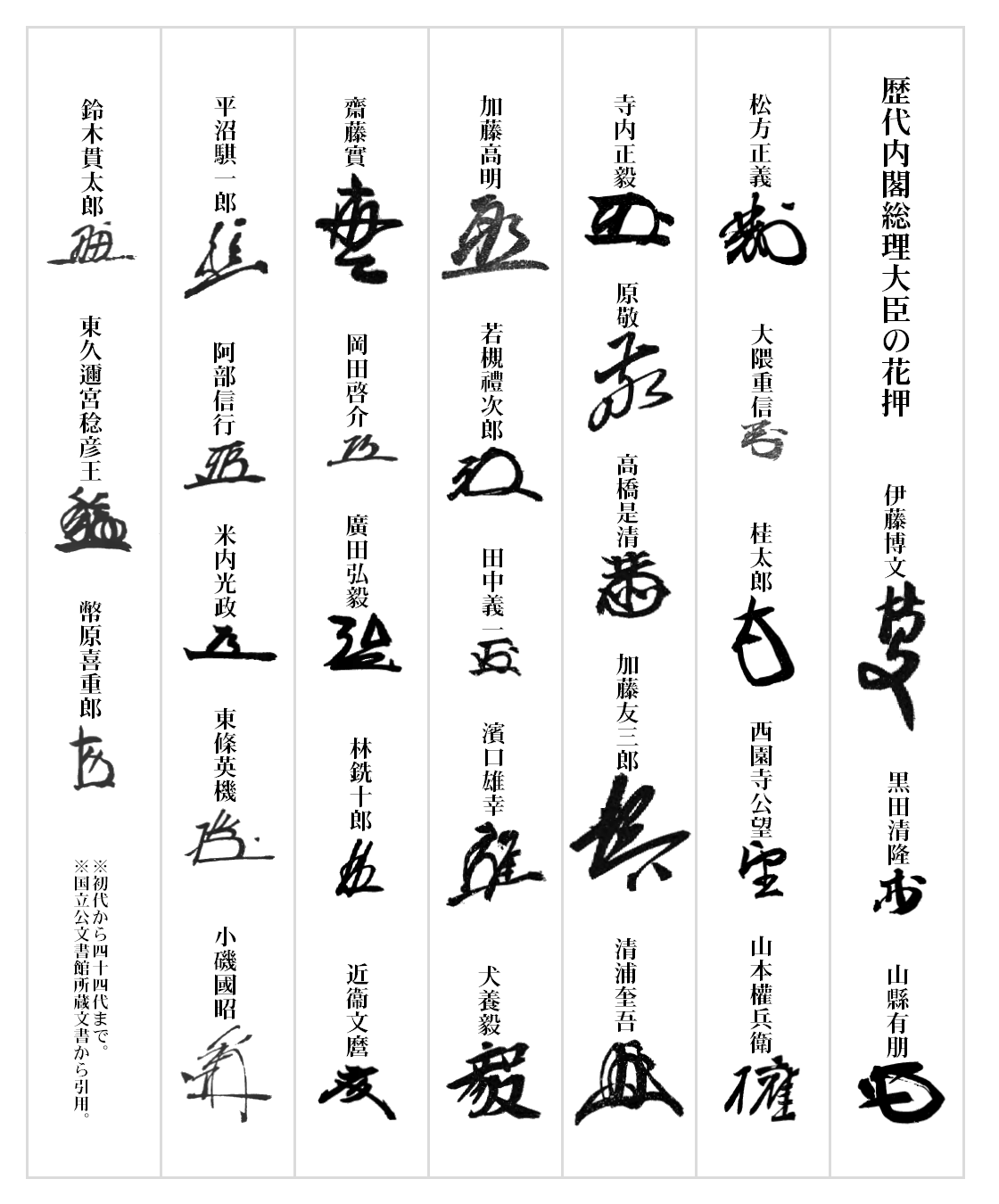
歴代内閣総理大臣の花押（初代から44代まで）。閣議で作成される文書には、署名の代わりに花押が用いられる

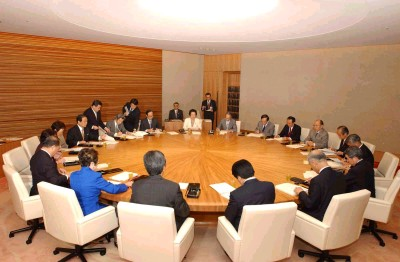
新総理大臣官邸で開催された初めての閣議（小泉純一郎首相の第1次小泉内閣、2002年5月7日）

日本の閣議（かくぎ）とは、日本の内閣の意思を決定するために開く会議である。

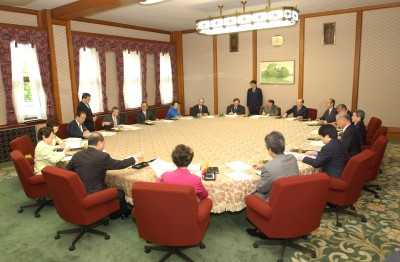
旧総理大臣官邸で開催された最後の閣議（小泉純一郎首相の第1次小泉内閣、2002年4月26日）

## 日本国憲法下
閣議は内閣法で規定されているが、会議の手続きについては明文で規定されておらず、慣行によっている。閣議を構成するのは内閣総理大臣とその他の国務大臣である。
内閣総理大臣が主宰し（議長となり）、内閣官房長官が進行係を務める。内閣官房副長官（政務担当2人、事務担当1人）と内閣法制局長官が陪席する。この4人は意思決定には参加できない。

### 開催の形式
閣議の開催形式には、定例閣議、臨時閣議、持ち回り閣議がある。閣議は各大臣の隔意のない意見交換のために非公開が原則とされている。

#### 定例閣議と臨時閣議
閣議は、通常、全閣僚が参集して開催される。定例閣議（ていれいかくぎ）は原則として火曜日と金曜日の週2回、総理大臣官邸閣議室で午前10時から（国会会期中は国会議事堂内の院内閣議室で午前9時から）開催される。定例閣議の当日が休日の場合は、その前日の繰上げ閣議又は翌日の繰下げ閣議に変更される。繰上げ、繰下げのいずれにするかは特に定めはない。また夏休み期間中などは閣議の間隔があくことがある。例えば2020（令和2）年においては、8月11日の閣議の次は8月25日であった。また、必要に応じて開かれる閣議を臨時閣議（りんじかくぎ）という。例としては2021（令和3）年1月18日に第204回国会における内閣総理大臣施政方針演説等を決定するために臨時閣議が開催されている。
閣議についての報道で、閣僚がソファーに着座して懇談する映像が用いられることが多いが、これは閣議室の隣の閣僚応接室で閣議開始を待つ光景であり、先述のように閣議自体は非公開。閣議室の内部については、かつてはその様子が知られることはほとんどなかったが、現在は首相官邸公式ウェブサイトに新・旧両首相官邸の閣議室の写真が掲載されている。現在の首相官邸閣議室は広さ約110平方メートルで、直径5.2メートルの円形テーブルが置かれており、通常は閣僚がこのテーブルを取り囲むように着席。それぞれの前には花押を記すための墨汁入り硯と細筆が用意されている（陪席の内閣官房副長官3人と内閣法制局長官、計4人は別テーブル）。
国務大臣の他は3人の内閣官房副長官と内閣法制局長官のみ閣議中の閣議室に在席していることから、大臣が署名する書類の受け渡しは主に事務担当の官房副長官が行い、官房副長官が説明を行っている最中などは法制局長官が行う。

#### 持ち回り閣議
早急な処理を必要とする案件の場合には持ち回り閣議（もちまわりかくぎ）の形式がとられる。これは内閣総務官が閣議書（閣議内容の書かれている文書）と矢立を持ち回りそれぞれの閣僚の署名を集めて行われる。
2020年、新型コロナウイルス感染症の流行に伴い、大人数での集合を避けることが求められるようになったことから、同年4月10日以降、緊急事態措置を実施するべき期間中は、原則として、定例閣議を持ち回りで開催、また、同年5月1日に初めてテレビ会議形式で開催された閣議は、「持ち回り閣議」として発表された（閣議決定の署名は、電子署名ではできないため）。緊急事態宣言が5月25日に解除されて以降は、当面は週2回の定例閣議のうち原則1回が通常形式とされ、同月29日に対面での閣議を再開が、7月以降は2回とも通常開催に戻すと発表された。
2021年に緊急事態宣言が再度発令された際は、通常の対面形式で当面続ける方針を表明した。理由として、「署名やシステム、（情報の）保全や保秘（秘密保持）などの点で課題があることが明らかになっている」とし、「通常の閣議の形で手指の消毒の徹底、換気など感染予防対策をしっかり講じたうえで当面は対応していきたい」としている。

### 閣議付議案件
閣議に付される案件を閣議付議案件という。
- 一般案件（国政に関する基本的事項で、内閣としての意思決定が必要であるもの）。各省庁幹部職員（事務次官、官房長、局長、外局の長、大使等及びこれらに準ずる幹部自衛官）の人事、位階・勲章の授与を含む。
- 国会提出案件（法律案および予算案。条約、国会同意人事など、承認を求めて国会に発議すべきもの）。質問主意書に対する答弁書なども含む。内閣は質問主意書に対して回答義務と答弁に対して閣議決定する義務を負わされる[19]。
- 法律・条約の公布
- 政令の決定・公布
- 報告（国政に関する調査、審議会答申などを閣議に報告するもの）
- 配布（閣議の席上に資料を配付する）

### 閣議の意思決定
閣議の意思決定は出席した閣僚の全員一致を原則とする。これは内閣が「行政権の行使について、全国民を代表する議員からなる国会に対し連帯して責任を負う」（内閣法第1条第2項）ことに基づく。内閣一体の連帯責任に基づき、解釈上、閣議の方針に服しがたい閣僚はその職を辞すべきとされ、制度上も内閣総理大臣は任意に国務大臣を罷免できる（憲法第68条第2項）とされている。実際は、国務大臣は内閣総理大臣が好きなように任命するわけなので、総理に逆らうようなことは滅多にない（後藤田正晴が大臣だったときの例外はある）。
閣議に付議された案件は、閣議決定、閣議了解、閣議報告として処理される。
- 閣議決定 - 合議体である内閣としての意思決定をいう[1]。内閣総理大臣は、閣議決定に基いて、行政各部を指揮監督する[21]。
- 閣議了解 - 本来は各主任の大臣の管轄事項で大臣が決定できる権限だが、その重要性にかんがみ閣議に付され閣議として意思決定をおこなったものをいう[1]。
- 閣議報告 - 審議会の答申等の報告等である[1]。

結論が得られた案件については閣議書が作成され各大臣が花押をもって署名する。
公布や認証などの国事行為手続きの対象となる閣議書は午後には皇居・御座所に送付され天皇の御名御璽が付加られる。定例閣議で意思決定された案件を公布・認証するために、天皇は閣議がある日の午後は皇居に滞在しているが、静養や行幸の際に臨時閣議が行われた場合は、クーリエの宮内庁職員が閣議書を滞在先まで運び、現地で御名御璽が加えられる。
なお、全閣僚による閣議（決定）書への署名は原則であり、法律や条約の公布、特命全権大使等に交付する信任状や全権委任状などの案件については、内閣総理大臣のみが署名する。

### 閣僚懇談会
慣例として、閣議に引き続き「閣僚懇談会」（かくりょうこんだんかい）が開かれる。閣議で取り上げられなかった議題がこの席で了承されることがあり、閣僚が自由に意見を述べたり、情報交換を行ったりすることもできる。内閣総理大臣が入院したために、閣議を開催できない状態で首相臨時代理を指定しないまま定例閣議の時間を迎えた第1次安倍内閣末期の場合、定例閣議に代わる閣僚懇談会が閣議の議事進行役の内閣官房長官が主導する形で行われ、全閣僚が閣議書に署名した後で内閣総理大臣が入院先の病院で決裁する「持ち回り閣議」の手法をとっていた。

### 議事録
閣議及び閣僚懇談会には長らく公式的な議事録は作られてこなかった。記録を残すと、外に出た場合、閣内不一致を指摘される恐れがあるからである。しかし、2014年4月より閣議や閣僚懇談会にて議事録を作成することが第2次安倍内閣において決定している。非公式的なものとしては、例えば内閣官房長官など閣議に関わる複数の役職を務めた後藤田正晴が著書の中で、「閣議では事務担当の官房副長官が議事について、メモ（非公式議事録）を取る慣行になっていた」ことを明かしている。また自身が官房副長官時代は自身がメモを取ることを嫌いだったため、同じく陪席していた吉國一郎内閣法制局長官に、「君がメモを取ればいい」と指示し、吉國がメモを取っていた。だがこの法制局長官がメモを取る慣行が後藤田・吉國以降も続いたかは不明である。

## 大日本帝国憲法下
この場合の閣議とは、各国務大臣の合議体である内閣において、国務および行政に関する協議を行なうことである。
内閣は各国務大臣の合議機関でもあり、行政各部の長官である各省大臣の合議機関でもあるから、閣議は国務上の閣議と行政上の閣議とに分けられることがある。
その詳細な規定は、内閣官制（明治22年勅令135号）にあり、必要的閣議附議事項として以下のものがある。
1. 法律案および予算決算案
2. 外国条約および重要な国際事項
3. 官制または規則および法律施行にかかる勅令
4. 諸省間の主管権限争議
5. 天皇から下附され、または帝国議会から送致する臣民の請願
6. 予算外の支出
7. 勅任官および地方長官の任命および進退
8. 各省主任の事務につき高等行政に関し事態やや重きもの（内閣官制第5条）
9. その他個別法令により所管としたもの、たとえば都市計画の区域および事業の認可（都市計画法）、各種委員の任免など

その他任意附議事項として、各大臣が適当と信ずる事項を提出することができる。
閣議の議題については、内閣官制第7条に「事の軍機軍令に係り奏上するものは天皇の旨（考え）により特に内閣に下附せらるるものを除く外陸海軍大臣より内閣総理大臣に報告すべし」という規定がある。